# Николаевка (Шарлыкский район)
Николаевка — село в Шарлыкском районе Оренбургской области в составе Новомусинского сельсовета. 

## География
Находится на расстоянии примерно 21 километр на запад по прямой от районного центра села  Шарлык.

## История
Село образовано в 1830 году несколькими семьями переселенцев из Рязанской губернии. Названо по имени руководителя первопоселенцев. Впоследствии в село приехали еще семьи из Тамбовской губернии, а также несколько семей с Украины. 

## Население
Население составляло 279 человек в 2002 году (русские 90%),  179 по переписи 2010 года.